# Minapingletscher
Der Minapingletscher befindet sich im westlichen Karakorum im pakistanischen Sonderterritorium Gilgit-Baltistan.
Der Minapingletscher hat eine Länge von 18 km. Er strömt in nordwestlicher Richtung durch den nördlichen Teil der Rakaposhi-Haramosh-Berge. Am südöstlichen Ende des Minapingletschers ragt der 7266 m hohe Gipfel des Diran (früher auch Minapin) empor. Der Gletscher wird im Süden von dem Gebirgskamm, der den Diran im Osten mit dem Rakaposhi im Westen verbindet, begrenzt. Der Minapingletscher endet etwa 1,5 km südlich des Hunza-Flusses bei der Siedlung Minapin Nagar.